# Манометр надлишкового тиску
Манометр надлишкового тиску (рос. манометр избыточного давления, англ. differential pressure gauge; нім. Überdruckmanometer n) — манометр для вимірювання різниці між абсолютним тиском, більшим за абсолютний тиск навколишнього середовища, та абсолютним тиском навколишнього середовища.

## Інтернет-ресурси
- Differential pressure gauge [Архівовано 26 січня 2021 у Wayback Machine.]
- Differential Pressure Gauges